# 2208 Пушкін
2208 Пушкін (2208 Pushkin) — астероїд головного поясу, відкритий 22 серпня 1977 року.
Тіссеранів параметр щодо Юпітера — 3,119.